# Luciano Lamberti
Luciano Lamberti (San Francisco, 1 de enero de 1978) es un escritor Argentino. Es considerado uno de los exponentes de la literatura de terror argentina contemporánea.

## Biografía
Luciano Lamberti nació en la ciudad de San Francisco, provincia de Córdoba, Argentina, en 1978. Se licenció en Letras Modernas por la Universidad Nacional de Córdoba. En 2006 publicó su primer libro, el libro de cuentos Sueños de siesta, y en 2008, San Francisco Córdoba, su primer libro de poemas. En 2010, Lamberti publicó su segundo libro de cuentos, El asesino de chanchos, al que le siguió los también libros de cuentos El loro que podía adivinar el futuro (2012) y La casa de los eucaliptus (2017). En 2014, publicó su segundo poemario, San Francisco, y en 2012 publicó la novela corta Los campos magnéticos, a la que le siguió sus tres primeras novelas: La maestra rural (2016), La masacre de Kruguer (2019) y Los abetos (2020). En 2022, Lamberti publicó su quinto libro de cuentos, Gente que habla dormida. En 2023 recibió el Premio Clarín Novela 2023 por su obra "Para hechizar a un cazador", una historia que, según sus palabras, se enmarca en una obra de terror, de carácter "experimental", que transcurre en la última dictadura militar argentina. En 2025, publica una novela juvenil escrita junto a Sergio Aguirre (escritor argentino), Una casa para recordar.
Actualmente, Lamberti reside en la ciudad de Buenos Aires, con su mujer e hijos, donde dicta talleres de escritura creativa y colabora con notas, reseñas y entrevistas para diversos medios.

## Obra

### Novelas
- 2012: Los campos magnéticos
- 2016: La maestra rural
- 2019: La masacre de Kruguer
- 2020: Los abetos
- 2024: Para hechizar a un Cazador
- 2025: Una casa para recordar (coescrita con Sergio Aguirre)

### Cuentos
- 2006: Sueños de siesta
- 2010: El asesino de chanchos
- 2012: El loro que podía adivinar el futuro
- 2017: La casa de los eucaliptus
- 2019: Muñeca
- 2022: Gente que habla dormida

### Poesía
- 2008: San Francisco Córdoba
- 2014: San Francisco

### Antologías
- 2008: Es lo que hay
- 2008: 10 bajistas
- 2009: Un grito de corazón
- 2010: Autopista
- 2013: No entren al 1408
- 2018: Plan para una invasión zombie